# Balaton (autótípus)
A Balaton egy 1956-ban gyártott magyar törpeautó volt.

## Története
A Kohó- és Gépipari Minisztérium 1955-ben jelölt ki egy üzemet, amely a törpeautók tesztelésével és gyártási lehetőségeivel foglalkozhatott. A választás a Székesfehérvári Motorjavító Vállalatra esett, ahova a Minisztérium egy háromtagú bizottságot küldött, akik felügyelték a munkát, segítették a dolgozókat. Ezek közül ketten repülőgép-tervezők voltak: Kerekes Pál és id. Rubik Ernő, valamint Bengyel Géza, a Danuvia motorkerékpárgyár konstruktőre. 
Ezen kívül tanulmányozhatták az olasz Isetta, a német Messerschmitt Kabinenroller, valamint a Goggomobil modelljeit. Az utóbbinak 250 köbcentis volt a motorja, akárcsak annak a Csepel motorkerékpár-motornak is, amit be akartak illeszteni, így ez lett a mérce. 1956-ra lett kész a két törpeautó prototípusa, az Alba Regia és a Balaton.